# Paul Goebels

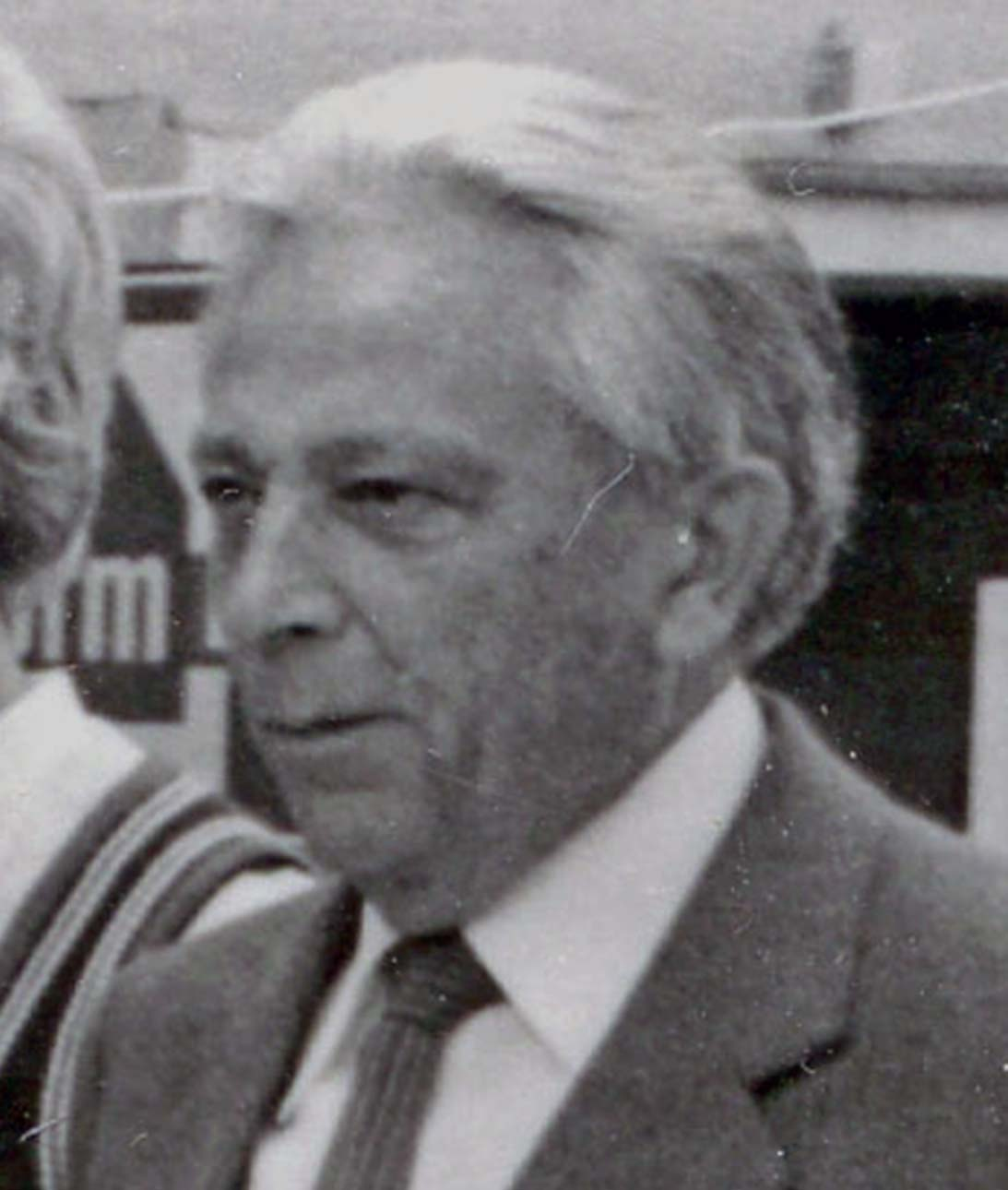
Paul Goebels beim „Neustadt in Europa“ Treffen 1979

Paul Goebels (* 30. Juli 1918 in Mettmann; † 4. Juli 2000 in Bad Neustadt an der Saale) war ein deutscher Politiker und Autor sowie von 1971 bis 1984 Bürgermeister von Bad Neustadt an der Saale.

## Leben
Nach Auskunft der Deutsche Dienststelle (WASt) wurde er am 26. August 1939 zum Dienst zur Wehrmacht eingezogen. Er hatte Einsätze zunächst bei einem Bau-Bataillon später bei der Infanterie. Er hatte Einsatzorte in Russland und später an der Westfront. Im Frühjahr 1945 war er im Reservelazarett in Münsterschwarzach, wobei er laut Überlieferung an der Rettung des Klosters vor der Zerstörung beteiligt war. Dort lernte er auch seine spätere Gattin kennen und übersiedelte nach dem Krieg nach Bad Neustadt. Dort war er Angestellter der Überlandwerke.  

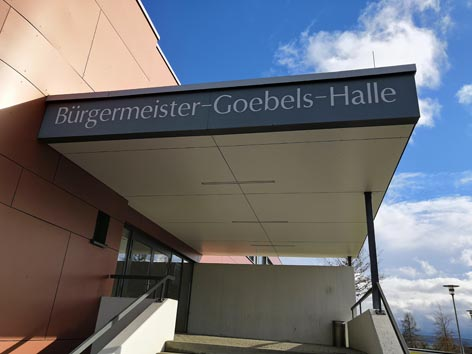
Die Bürgermeister Goebels Halle am Schulberg von Bad Neustadt

Goebels war seit 1966 Mitglied im Stadtrat von Bad Neustadt für die CSU. Ab November 1971 war er Bürgermeister der Stadt. In seine Amtszeit fielen wichtige Entscheidungen die die Zukunft der Stadt prägten. So die Gemeindegebietsreform, der Bau neuer Straßen. Weiterhin galt sein besonderer Einsatz der Städtepartnerschaften und er war der Mitbegründer der Vereinigung Neustadt in Europa. Der musisch begabte Mann setzte sich auch sehr für kulturelle Aspekte der Stadt ein. So belebte er das Stadtarchiv neu und siedelte es im Gebäude des Bildhäuser Hofes an. Goebels war Bürgermeister bis 1984. Er starb im Juli 2000.

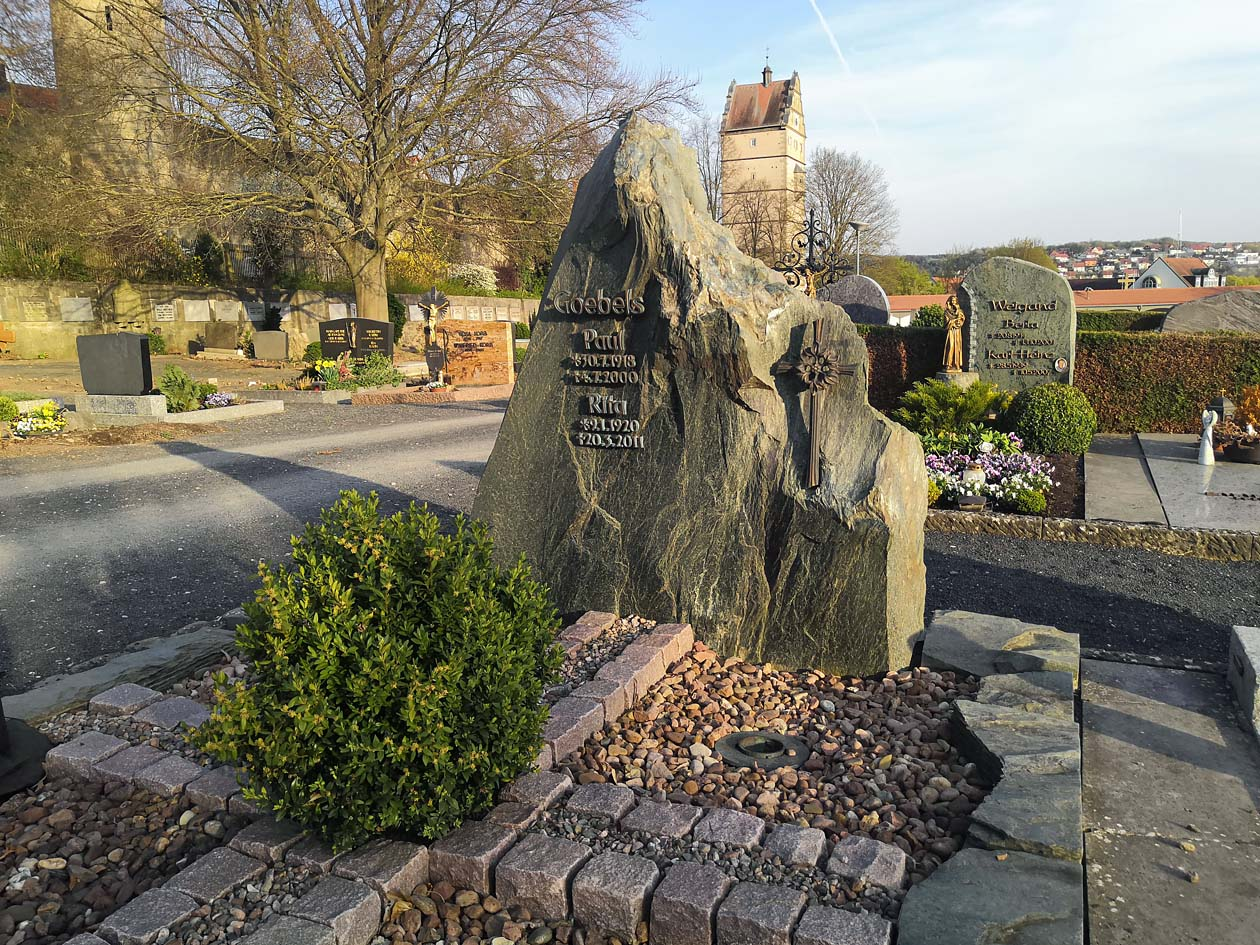
Das Grab von Paul Goebels im Angesicht des Hohntors

## Veröffentlichungen
- Wir werden ihn nicht vergessen, Erinnerungen an Alex Hösl MdB, dem die Rhöner Heimat sich zu Dank verpflichtet fühlt, Heimatjahrbuch des Landkreises Rhön-Grabfeld 10, Mellrichstadt 1987, S. 56–58.
- Die Bürgermeister-Amtskette – eine geschichtliche Betrachtung, Heimatjahrbuch des Landkreises Rhön-Grabfeld 14, Mellrichstadt 1992, S. 20.
- Das Archiv der Stadt Bad Neustadt a. d. Saale, Heimatjahrbuch des Landkreises Rhön-Grabfeld 16, Mellrichstadt 1994, S. 61–64.
- Die Kanzel der Karmelitenkirche, ein kunsthistorisches Kleinod in Bad Neustadt, Heimatjahrbuch des Landkreises Rhön-Grabfeld 17, Mellrichstadt 1995, S. 38–40.
- Dienstboten Heimatjahrbuch des Landkreises Rhön-Grabfeld 11, Mellrichstadt 1989, S. 173–180.
- Die Doktor-Paul-König-Stiftung der Stadt Bad Neustadt a. d. Saale Heimatjahrbuch des Landkreises Rhön-Grabfeld 15, Mellrichstadt 1993, S. 67–75.